# Giacomo Guardi
Pour les articles homonymes, voir Guardi.

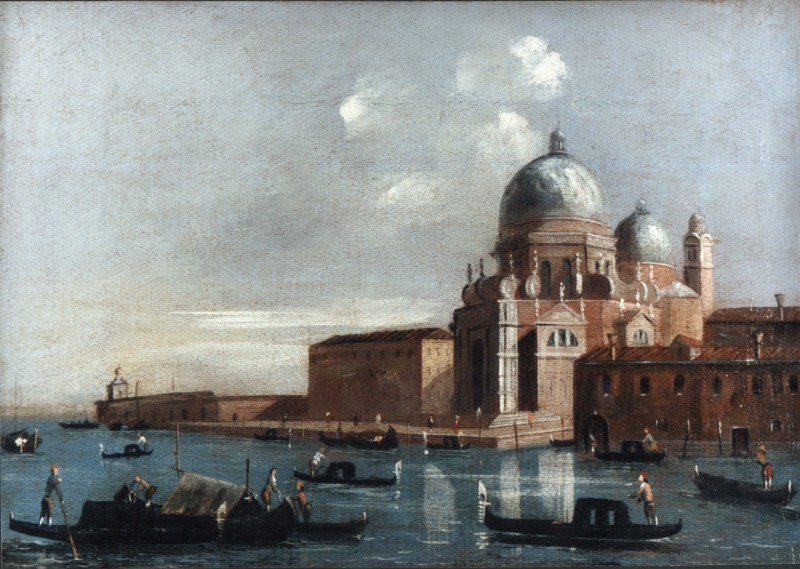
Veduta de l'église de la Salute avec la Pointe de la Douane.

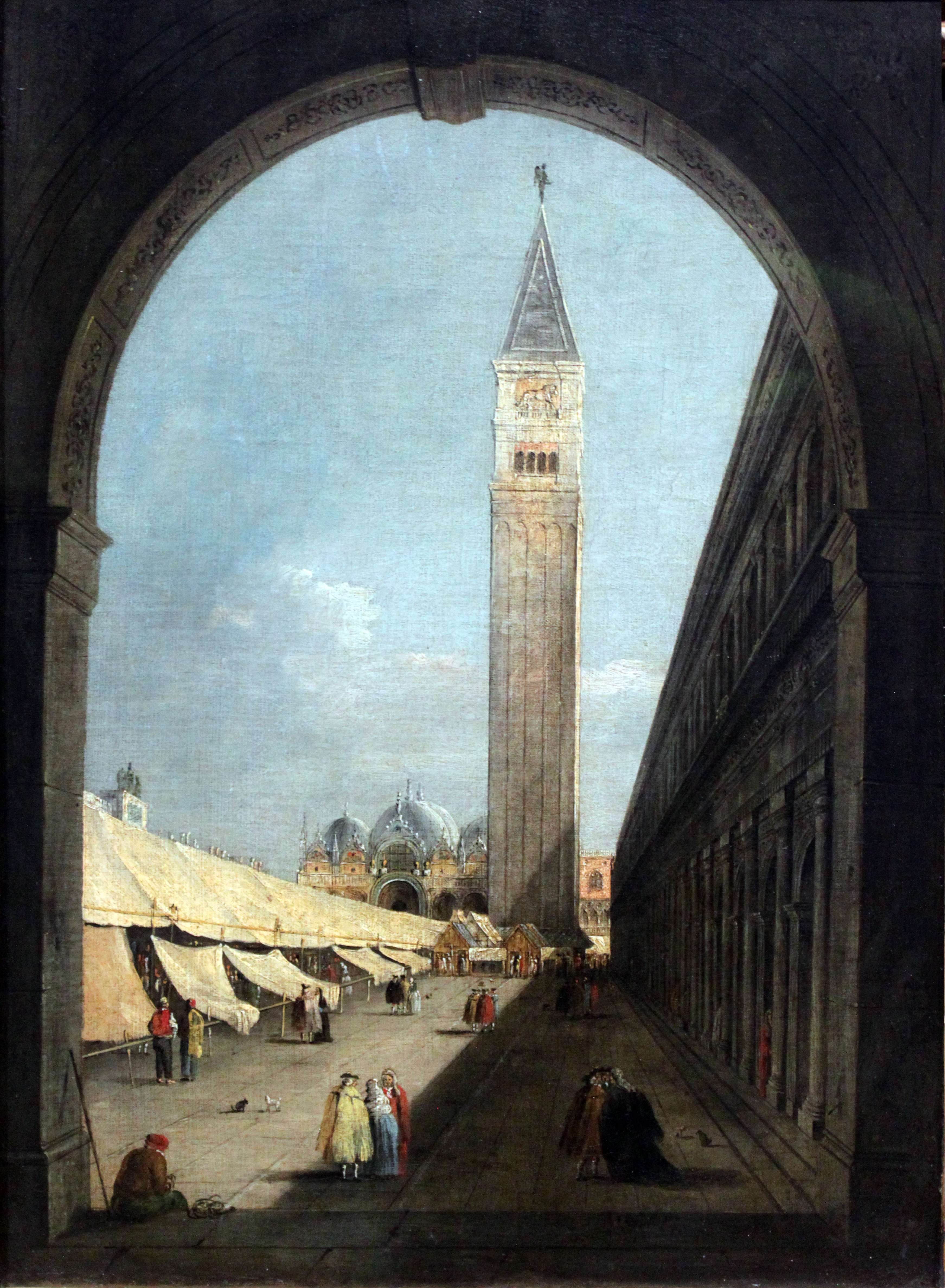
Place Saint-Marc à Venise, 1795, Städelsches Kunstinstitut

Giacomo Guardi (Venise, 1764 - 1835) est un peintre vénitien de la fin du XVIIIe et du début du XIXe siècle.

## Biographie
Giacomo Guardi est le fils de Francesco Guardi (1712-1793), également védutiste. Ses œuvres sont généralement situées au croisement des mouvements baroque, néoclassique et romantique. Ses topographies de Venise dans des tableaux de petits formats ont été particulièrement appréciées au XIXe siècle par les musées et collectionneurs.

## Son œuvre

### Liste d'œuvres
- Veduta della Piazza San Marco, 28,3 × 47,8 cm
- Veduta Veneziana con la Chiesa di San Pietro di Castello, 28,3 × 47,8 cm
- Arco in Rovina e Casolari in Riva alla Laguna, 14,3 × 23 cm
- Vue animée du Palais des Doges, aquarelle gouachée,10,5 x 17 cm
- Capriccio veneziano, huile sur toile, 44 × 34 cm

### Sa cote
- Une Vue de la Salute (55 × 80 cm), une église vénitienne renommée, mais dont l'attribution n'est pas certaine, a été vendue le 8 décembre 1999 pour la somme de 9 millions de francs (1,37 million d'euros). Une composition similaire est détenue par le Musée Toulouse-Lautrec d'Albi.
- Le Canal de la Giudecca avec les Zattere, huile sur toile, 53,5 × 76 cm, a été adjugé 216 598 € frais compris le 22 novembre 2006 à l'Hôtel Drouot à Paris.